# 毛叶刺楸
毛叶刺楸（学名：Kalopanax septemlobus var. magnificus）是五加科刺楸属刺楸的变种。分布于日本以及中国大陆的四川、云南、浙江、湖北等地，目前尚未由人工引种栽培。